# Lucie Černíková
Lucie Černíková (* 19. prosince 1981 Rakovník) je česká herečka a zpěvačka. Absolvovala Gymnázium Zikmunda Wintra v Rakovníku a Konzervatoř Jaroslava Ježka. Vystupovala v Semaforu, Divadle Jiřího Grossmanna, Hudebním divadle Karlín, Divadle Broadway a Divadle Hybernia. Hrála v televizních seriálech Horákovi, Ordinace v růžové zahradě, Cukrárna, Cesty domů a Modrý kód, televizních filmech Společník, Sůva z nudlí a Peklem s čertem a krátkometrážním filmu Zajatec lesa. Jako zpěvačka spolupracovala s Vladimírem Hronem, Jakubem Smolíkem a orchestrem Zatrestband.Od roku 2010 dabuje skřítčí holku Fanynku v pořadu Kouzelná školka. A od roku 2016 je moderátorkou Kouzelné školky pod přezdívkou Lucka. Jejím manželem je hudebník Lukáš Pavlík, mají dvě dcery.